# Týnišťské Poorličí
Týnišťské Poorličí este o arie protejată (arie specială de conservare — SAC, sit de importanță comunitară — SCI) din Republica Cehă întinsă pe o suprafață de 648,75 ha, integral pe uscat.

## Localizare
Centrul sitului Týnišťské Poorličí este situat la coordonatele 50°10′49″N 16°02′41″E / 50.180278°N 16.044722°E.

## Înființare
Situl Týnišťské Poorličí a fost declarat sit de importanță comunitară în aprilie 2005 pentru a proteja 1 specie de animale. Situl a fost protejat și ca arie specială de conservare în mai 2015.

## Biodiversitate
Situată în ecoregiunea continentală, aria protejată nu include niciun habitat protejat.
La baza desemnării sitului se află o specie protejată de  nevertebrate: Osmoderma eremita.